# Gloria Trevi: ellas soy yo
Gloria Trevi: Ellas soy yo es una serie de televisión biográfica mexicana producida por Carla Estrada para TelevisaUnivision, en el 2023. La serie esta basada en la vida de la cantante mexicana Gloria Trevi, siendo escrita y adaptada por Eric Vonn. Se lanzó primero en video bajo demanda a través de Vix desde el 11 de agosto de 2023 hasta el 13 de octubre del mismo año, mientras que en televisión abierta se estrenó a través de Las Estrellas desde el 4 de septiembre de 2023, hasta el 10 de noviembre del mismo año.
Está protagonizada por Scarlet Gruber y Jorge Poza, junto a un reparto coral.

## Reparto
Una lista completa del reparto confirmado se publicó a través de la página web de la sala de prensa de TelevisaUnivision.
- Scarlet Gruber como Gloria Trevi
  - Regina Villaverde interpreta a Gloria adolescente
  - Lu Rosette interpreta a Gloria de 11 años
  - Valentina Delgado interpreta a Gloria de 6 años
  - Luka interpreta a Gloria de 4 años
- Jorge Poza como César Santiago Jiménez
- Patsy como Gloria Ruiz Arredondo
  - Felicia Mercado interpreta a Gloria Ruiz madura
  - Ingrid Martz interpreta a Gloria Ruiz de joven
- Norma Herrera como Aurora Tamez de Arredondo
- Gloria Mayo como Doña Gloria
- Eduardo Capetillo como Armando Gómez
  - Sebastián Fouilloux interpreta a Armando de joven
- Lessy Hernández como Alicia Flores[7]
  - Majo Edgar interpreta a Alicia de adolescente
- Elaine Haro como Nayeli González[8]
- María José Mariscal como Alondra López
- Mime Faisal como Arlene López
- Nicole Vale como Lisbeth Rincón
- Renata Bondoni como Yutzil Cruz
- Evelyn Álvarez como Gladys
- Luisa Galindo como Liliana Regueiro
- Catalina Castelblanco como Edith Zúñiga
- Milaray Moreno como Tamara Zúñiga
  - Amanda Silva interpreta a Tamara de niña
- Victoria Viera como Heidi Ramírez
- Andrea Gio como Crystal[9]
- Alberto Casanova como Don Manuel
- Sian Chiong como Javier
- Liliana Regueiro como Lourdes
- Tamara Zúñiga como Alma
- Charly Mario como Juan
- Raquel Bigorra como Sara Soto
- Lina Radwan como Katy Godoy[10]
- Nashla Aguilar como Lucy Trevi
- Michel López como Manuel
  - Daniel Aragón interpreta a Manuel de niño
- Gustavo Mata como él mismo
- Kunno Olivo como Luciano
- Pamela Vargas como Paola
- Ivanna Benítez como Laura
- Paulina Maya como Mariela
- Harry Geithner como Emilio Azcárraga Milmo
- Alma Cero como Ninón Sevilla
- Kimberly Irene «La Más Preciosa» como Trabajadora sexual
- Paola Suárez como Trabajadora sexual
- Wendy Guevara como Trabajadora sexual
- Jorge Losa como Armando Ávila
- Mara Patricia Castañeda como ella misma
- Eduardo Salazar como él mismo
- Graciela Mauri como Melina
- Alberto Estrella como Juez de Chihuahua
- Roberto Blandón como Valentín Pimstein
- René Strickler como Jiménez Cantú
- Roberta Burns como Mercedes Solís
- Abraham Ramos como Abogado
- Jan como Fernando Galeana
- Yurem Rojas como Ricky Luis
- Lupita Sandoval como La Corcholata
- Lorena de la Garza como Martha Zavaleta
- Laura Luz como Guadalupe Loaeza
- Liz Clapes como Adriana
- Lorena Álvarez como Danna Vázquez
- Hanny Sáenz como Cristina y Ana Candiani
- Lucero Lander como Elisa
- Julio César Álvarez como Raúl Velasco
- Ana Karen Parra como Edna
- Elena Pérez como Abigail
- Francisco Avendaño como Felipe
- Amaranta Ruiz como Reportera
- Carlos Marmen como Bosco
- Roberto Miquel como Ramón
- Mila Nader como Gaby
- Mateo Vélez Castañón como Quique
- Emiliano García como Lalo
- Hugo Tadeo como Luis
- Diego Cárdenas como Mario
- Emilio Laguardia como Ramiro
- Bárbara Laguardia como Amalia
  - Eugenia Cárdenas interpreta a Amalia de 7 años
- Danna Alcalá como Tina
- Nuria Loya como Rita
- Keira como Isabel
- Andrea Pérez como Irena
- Luiza Giménez como Elba
- Karla Sofía Hernández como Brenda
- Paola Dives como Mildred

## Episodios
| N.º | Título                                    | Fecha de lanzamiento original | Fecha de emisión por televisión | Audiencia (millones) |
| --- | ----------------------------------------- | ----------------------------- | ------------------------------- | -------------------- |
| 1 | «Una lata de atún»                        | 11 de agosto de 2023          | 4 de septiembre de 2023         | 3.1                  |
| Gloria Trevi narra su historia. En 1982, el concurso de la doble de «Chispita», de XE-TU, le abrió las puertas de la TV. En 1987, una lata de atún es motivo de maltrato por parte de César Santiago, pero los sueños de fama de la joven continúan intactos.                        |                                           |                               |                                 |                      |
| 2 | «El encuentro»                            | 11 de agosto de 2023          | 5 de septiembre de 2023         | 2.9                  |
| Gloria experimenta la primera vez del amor con Javier, paralelo a ello siente que su tiempo para convertirse en estrella expira. Por otro lado, César Santiago se ve acorralado por sus líos de faldas, acude a viejas relaciones y ve en Gloria una esperanza.                      |                                           |                               |                                 |                      |
| 3 | «Una de cal y otra de arena»              | 11 de agosto de 2023          | 6 de septiembre de 2023         | 2.5                  |
| Para la creación de «Fresitas salvajes», César Santiago impone en sus integrantes las reglas de no hacer amistad entre ellas y no tener novio. Gloria siente amenazada su relación con Javier y su salud por los ensayos, pero su ímpetu sigue en pie.                               |                                           |                               |                                 |                      |
| 4 | «Tejiendo la trampa»                      | 11 de agosto de 2023          | 7 de septiembre de 2023         | 2.7                  |
| Se realiza la presentación de «Fresitas salvajes» en televisión, familiares de Gloria ven el éxito llegar a su talentosa hija. Por medio de Alicia, Gloria empieza a conocer más de la vida de César Santiago, por el cual, ya está claramente enamorada.                            |                                           |                               |                                 |                      |
| 5 | «Espejismo de amor»                       | 11 de agosto de 2023          | 8 de septiembre de 2023         | 2.5                  |
| Gloria comienza un noviazgo con César Santiago, el cual deben ocultar, sobre todo de Alicia. La presentación de «Fresitas salvajes» se ve frenada debido al terremoto de 1985. |                                           |                               |                                 |                      |
| 6 | «Castigo ejemplar»                        | 18 de agosto de 2023          | 11 de septiembre de 2023        | 2.7                  |
| Tras el fracaso de «Fresitas Salvajes», Gloria y Alicia buscan la forma de sobrevivir, y le piden ayuda a César, quien las pone a trabajar en la Academia. Por hablar con un hombre, Gloria recibe un castigo ejemplar de César; las vejaciones no cesan.                            |                                           |                               |                                 |                      |
| 7 | «¿Qué hago aquí?»                         | 18 de agosto de 2023          | 12 de septiembre de 2023        | 2.9                  |
| Después de huir, Gloria se reencuentra con César Santiago, a quien le muestra las canciones que compuso y deciden hacer un demo. Gloria le pide dinero a su madre para su primer LP. Gloria y César vuelven a intimar y éste pone condiciones.                                       |                                           |                               |                                 |                      |
| 8 | «Virgen de las vírgenes»                  | 18 de agosto de 2023          | 13 de septiembre de 2023        | 2.6                  |
| César Santiago, con un extraño dolor de espalda, insta a Gloria a buscar una disquera para su debut y despedida como cantante. Nayeli, una chica de casi catorce años, compite por el amor de César Santiago con Gloria y Alicia.                                                    |                                           |                               |                                 |                      |
| 9 | «Tu ángel de la guarda»                   | 18 de agosto de 2023          | 14 de septiembre de 2023        | 2.6                  |
| El sometimiento mental y de castigo se agudiza; la falta de un LP y de amor de César Santiago lleva a Gloria a tomar una decisión extrema. El directivo de la disquera cambia y una luz se asoma. Gloria le firma un contrato a César por 95 años.                                   |                                           |                               |                                 |                      |
| 10 | «Doctor psiquiatra»                       | 18 de agosto de 2023          | 15 de septiembre de 2023        | 1.9                  |
| El lanzamiento de «Doctor psiquiatra» consigue colocarse en el primer lugar a nivel nacional, la cereza en el pastel es el look desenfadado de Gloria y su actitud desfachatada. La prueba de fuego se presenta con Siempre en domingo.                                              |                                           |                               |                                 |                      |
| 11 | «La gallina de los huevos de oro»         | 25 de agosto de 2023          | 18 de septiembre de 2023        | 2.5                  |
| Gloria se convierte en un fenómeno entre la juventud y los intelectuales, sin embargo su salud se merma y César Santiago la procura, sabiendo que es la gallina de los huevos de oro. Nayeli le miente a César Santiago y Gloria le aconseja que luche por él.                       |                                           |                               |                                 |                      |
| 12 | «La fábrica de dinero»                    | 25 de agosto de 2023          | 19 de septiembre de 2023        | 2.5                  |
| Gloria redobla su fama con su segundo LP «Tu ángel de la guarda» y le responde a su abuela. César Santiago alista el lanzamiento de Nayeli como cantante y la madre de ésta descubre el amorío que hay entre ellos.                                                                  |                                           |                               |                                 |                      |
| 13 | «Una nueva boda»                          | 25 de agosto de 2023          | 20 de septiembre de 2023        | 2.7                  |
| Nayeli se casa con César Santiago a costa del dolor de Gloria. Comienzan a reclutar coristas para Gloria, con ayuda de Nayeli. El debut como cantante de Nayeli no es lo que se esperaba. Alicia se gana el desprecio de César Santiago.                                             |                                           |                               |                                 |                      |
| 14 | «Aurora»                                  | 25 de agosto de 2023          | 21 de septiembre de 2023        | 2.7                  |
| Gloria escandaliza con su calendario «La Trevi 92», Aurora apoya a su bisnieta y poco después la cantante se entera de que su bisabuela padece leucemia. El rodaje de «Pelo suelto» se ve interrumpido por una terrible noticia y César Santiago toma decisiones.                    |                                           |                               |                                 |                      |
| 15 | «Las chicas del coro»                     | 25 de agosto de 2023          | 22 de septiembre de 2023        | 2.4                  |
| La producción del álbum «Me siento tan sola» marca la internacionalización de Gloria, una nueva cinta y el incremento de coristas, Yutzil es una de ellas, y a quienes César Santiago llama «La familia». Verónica Castro y Gloria discrepan sobre varios temas.                     |                                           |                               |                                 |                      |
| 16 | «Siempre a mí»                            | 1 de septiembre de 2023       | 25 de septiembre de 2023        | 2.6                  |
| Durante los viajes al extranjero, Liliana y Edith entran en la mira para ser reclutadas por la familia. César Santiago recibe el informe de que Nayeli le fue infiel. Gloria, pese a los castigos y vejaciones, le ofrece amor e incondicionalidad a César Santiago.                 |                                           |                               |                                 |                      |
| 17 | «Con los ojos cerrados»                   | 1 de septiembre de 2023       | 26 de septiembre de 2023        | 2.9                  |
| Gloria se vuelve a convertir en la consentida, además triunfa en Viña del Mar. Nayeli, desesperada por el desdén de César Santiago, huye de casa y regresa con su madre. Los cástines y llamadas para coristas, ahora de índole internacional, continúan.                            |                                           |                               |                                 |                      |
| 18 | «Por eso deben de obedecer»               | 1 de septiembre de 2023       | 27 de septiembre de 2023        | 2.8                  |
| César Santiago aprovecha una serie de eventos fortuitos, relacionados con Gloria Ruiz y Gladys, para que Gloria se separe de su familia. Se detalla más la forma de operar de la familia, vista a través de Edith. De nueva cuenta, Gloria trata de suicidarse.                      |                                           |                               |                                 |                      |
| 19 | «Presión aguda»                           | 1 de septiembre de 2023       | 28 de septiembre de 2023        | 2.6                  |
| Los abusos sexuales y castigos de César Santiago se agudizan, de igual modo, la aversión por sus bebés varones se manifiesta, tal y como ocurre con Lizbeth. Gloria es presionada para un calendario, un LP y evitar que Alejandra Guzmán ingrese a su disquera.                     |                                           |                               |                                 |                      |
| 20 | «Más turbada que nunca»                   | 1 de septiembre de 2023       | 29 de septiembre de 2023        | 2.2                  |
| El éxito de «Más turbada que nunca», incluso con un político, se ve mermado por el carácter de César Santiago, quien tiene roces con «El Tigre»; Katy Godoy, aunque a Gloria no le cae, convive un tiempo con ella y las chicas. Alicia es lanzada como cantante.                    |                                           |                               |                                 |                      |
| 21 | «Primer adiós a Televisa»                 | 8 de septiembre de 2023       | 2 de octubre de 2023            | 2.8                  |
| Tras desavenencias con Televisa, creadas por César Santiago, Gloria concluye su exclusividad y el mánager comienza a tener pláticas con TV Azteca. Heidi está a punto de ser regresada a Chihuahua, a menos que demuestre la disponibilidad que gusta a César Santiago.              |                                           |                               |                                 |                      |
| 22 | «Me estoy rompiendo en pedazos»           | 8 de septiembre de 2023       | 3 de octubre de 2023            | 2.7                  |
| El rodaje de «Una papa sin catsup» marca el primer embarazo y aborto de Gloria, debido a las exigencias de César Santiago; la cantante se desahoga componiendo los temas de su próximo álbum. Edith visita a su familia y Tamara, su hermana, quiere ser artista.                    |                                           |                               |                                 |                      |
| 23 | «Espías y celestinas»                     | 8 de septiembre de 2023       | 4 de octubre de 2023            | 2.7                  |
| El estudio de César Santiago, con la ayuda de las chicas y para optimizar costos, alberga la realización del próximo disco de Gloria. Las chicas se espían mutuamente y rinden informes a César Santiago. César Santiago siente afinidad con Liliana y le pide ayuda a Gloria.       |                                           |                               |                                 |                      |
| 24 | «Veto y pausa musical»                    | 8 de septiembre de 2023       | 5 de octubre de 2023            | 2.6                  |
| La transmisión del detrás de cámaras del calendario de Gloria por TV Azteca conlleva al veto de Televisa. Con castigos y chantajes, César consigue que Liliana sea su novia. César, tras saber su mal en la espalda, le pide a Gloria hacer una pausa musical.                       |                                           |                               |                                 |                      |
| 25 | «Reconciliación, primaveras para el alma» | 8 de septiembre de 2023       | 6 de octubre de 2023            | 2.8                  |
| Gloria, en medio de miles de aficionados en el Auditorio, anuncia su retiro hasta que César Santiago mejore. TV Azteca cambia las cláusulas del contrato de Gloria y César Santiago, enojado, le pide a la cantante que hable a Televisa, ella firma un contrato millonario.         |                                           |                               |                                 |                      |
| 26 | «Lloran mis muñecas»                      | 15 de septiembre de 2023      | 9 de octubre de 2023            | 2.6                  |
| «XETU Remix» pende de un hilo y Nayeli hace una visita extraña al foro. Algunas de las integrantes de la familia reclutan a sus hermanas; además, hacen una mano de obra extenuante en Ixtapa. Katy Godoy plática con Nayeli sobre sus vivencias. Santi fallece.                     |                                           |                               |                                 |                      |
| 27 | «Sororidad extinta»                       | 15 de septiembre de 2023      | 10 de octubre de 2023           | 2.8                  |
| La lealtad desvirtuada hacia César Santiago provoca que las chicas sean malas entre ellas, solapando y justificando los castigos. Nayeli es instada por su madre para que escriba un libro con sus vivencias. Gloria le pide matrimonio a César Santiago.                            |                                           |                               |                                 |                      |
| 28 | «Huida a la Madre Patria»                 | 15 de septiembre de 2023      | 11 de octubre de 2023           | 2.7                  |
| Para apaciguar el escándalo inminente, Gloria y las chicas son enviadas con sus respectivas familias para serenarlas. De regreso en Chile, Tamara cuenta a su familia lo ocurrido en México. Bajo falsos argumentos, el séquito emigra a España.                                     |                                           |                               |                                 |                      |
| 29 | «Golpiza inaudita»                        | 15 de septiembre de 2023      | 12 de octubre de 2023           | 2.7                  |
| El aborto de Heidi se torna peligroso. Durante la visita de Gloria y Alicia en México, para apagar el fuego, Alicia invita a Mildred, hermana de Gloria, a pasar unos días en Madrid. Liliana es golpeada brutalmente, tras perder una cangurera con dinero.                         |                                           |                               |                                 |                      |
| 30 | «La paranoia del domador»                 | 15 de septiembre de 2023      | 13 de octubre de 2023           | 2.7                  |
| Heidi da a luz a un varón, hecho que no hace feliz a César Santiago. Arlén es hostil y cruel con Gloria. Una llamada hace que César Santiago se replantee el cambiar de domicilio. Los aficionados de Gloria y los medios presionan para saber su paradero.                          |                                           |                               |                                 |                      |
| 31 | «Defender lo indefendible»                | 22 de septiembre de 2023      | 16 de octubre de 2023           | 2.7                  |
| César sigue paranoico, temiendo que los encuentren y decide que se irán a Argentina. Todas lo obedecen a pesar de los abusos y los maltratos por parte de él. Gloria viaja a México con la intención de desmentir todo lo que Nayeli dice en su libro.                               |                                           |                               |                                 |                      |
| 32 | «Un escándalo a la vista»                 | 22 de septiembre de 2023      | 17 de octubre de 2023           | 2.7                  |
| Se anticipa el gran escándalo que se armará con el libro de Nayeli. Gloria miente a su familia, asegurando que nada es verdad. El hijo de Heidi queda abandonado en un hospital de Madrid. César se instala en casa de la hermana de Liliana, en Buenos Aires.                       |                                           |                               |                                 |                      |
| 33 | «Mi lugar está con el»                    | 22 de septiembre de 2023      | 18 de octubre de 2023           | 2.7                  |
| Gloria desmiente a Nayeli, pues se casó con él con permiso de su madre. Los padres de Heidi se enteran de que ella tuvo un hijo que dejó abandonado en España. César propone a Gloria mudarse a Brasil y formar una familia. Gloria descubre que está embarazada.                    |                                           |                               |                                 |                      |
| 34 | «La denuncia»                             | 22 de septiembre de 2023      | 19 de octubre de 2023           | 2.7                  |
| César, Gloria y las otras se han mudado a Brasil, ahora ellas se enjuician y se ponen los castigos. Arlene y Alondra también están embarazadas de César. Los padres de Heidi presentan una denuncia y la Interpol busca a Gloria, César y Alicia.                                    |                                           |                               |                                 |                      |
| 35 | «Ana Dalai»                               | 22 de septiembre de 2023      | 20 de octubre de 2023           | 2.5                  |
| César promete a Gloria que tendrán un departamento sólo para ellos. Nace Ana Dalai y Gloria se siente la mujer más feliz del mundo. Gloria Ruiz se entera de que tuvo una nieta, y cuenta a Gloria que la Interpol los está buscando por el caso de Heidi.                           |                                           |                               |                                 |                      |
| 36 | «El dolor más grande del mundo»           | 29 de septiembre de 2023      | 23 de octubre de 2023           | 3.0                  |
| El escándalo está en pleno. Ya todos saben que la Interpol los busca, César está cada vez más paranoico. Gloria bautiza a su hija, pues no tiene los documentos necesarios para hacerlo en una iglesia. Ana Dalai muere y Gloria no puede con tanto dolor.                           |                                           |                               |                                 |                      |
| 37 | «Más sola que nunca»                      | 29 de septiembre de 2023      | 24 de octubre de 2023           | 3.0                  |
| Gloria se vuelve loca por la muerte de su hija. César pide a Liliana arroje el cuerpo en un río. Gloria cuenta a sus padres que su hija murió. Don Manuel viaja a Río de Janeiro para ver a su hija, pues Gloria Ruiz, por problemas legales, no puede viajar.                       |                                           |                               |                                 |                      |
| 38 | «Detenidos»                               | 29 de septiembre de 2023      | 25 de octubre de 2023           | 3.0                  |
| Gloria le cuenta a su padre de Ana Dalai. Heidi y Yutzil viajan a México para desmentir lo que se ha dicho y son detenidas. Gloria desea embarazarse otra vez, creyendo que así va a recuperar a su hija. César y Gloria son detenidos por la policía.                               |                                           |                               |                                 |                      |
| 39 | «Presa»                                   | 29 de septiembre de 2023      | 26 de octubre de 2023           | 2.9                  |
| Alicia es detenida y encarcelada junto con Gloria y César. Gloria y las demás siguen defendiendo a César y al declarar repiten el mismo discurso. Alondra es deportada y detenida en México. Gloria cree encontrar la manera de embarazarse de César.                                |                                           |                               |                                 |                      |
| 40 | «La traición»                             | 29 de septiembre de 2023      | 27 de octubre de 2023           | 2.7                  |
| Los abogados consiguen una prisión más segura para Gloria y Alicia. Una reportera manipula a Tamara para que declare que Gloria es pederasta, aunque ella no sepa su significado. Heidi cambia su declaración y dice que todo lo que dijo antes era mentira.                         |                                           |                               |                                 |                      |
| 41 | «Embarazo en prisión»                     | 6 de octubre de 2023          | 30 de octubre de 2023           | 2.8                  |
| César regresa a la prisión y jura, que nunca violó a Heidi, ni ejerció violencia sobre nadie. Gloria recibe apoyo de Martinho, un delincuente peligroso, quien llega a respetarla. Ella se las ingenia para inseminarse artificialmente de César.                                    |                                           |                               |                                 |                      |
| 42 | «Ángel Gabriel»                           | 6 de octubre de 2023          | 31 de octubre de 2023           | 2.8                  |
| Liliana declara toda la verdad, y Gloria se entera. En ese momento, abre los ojos y comprende cómo es César en realidad. Siente que de golpe dejó de quererlo. Le reclamara a Alicia el haberla engañado. Descubre que está embarazada. Nace Ángel Gabriel.                          |                                           |                               |                                 |                      |
| 43 | «La extradición»                          | 6 de octubre de 2023          | 1 de noviembre de 2023          | 2.6                  |
| Todos quieren saber quién es el padre de Ángel Gabriel. Se publica el libro que Gloria escribió en la cárcel, y ella se molesta por todo lo que su madre cambió. Temiendo le quiten a su hijo, acepta la extradición, y es trasladada a Chihuahua.                                   |                                           |                               |                                 |                      |
| 44 | «Armando, mi vida»                        | 6 de octubre de 2023          | 2 de noviembre de 2023          | 2.8                  |
| Gloria pide a su madre que se lleve a su hijo. Conoce a Armando, quien desea le escriba una canción. Se van enamorando, y la ayuda en todo lo que puede, decidido a sacarla de la cárcel a como dé lugar. Gloria le dice a César cara a cara que ya no lo ama.                       |                                           |                               |                                 |                      |
| 45 | «Libre al fin»                            | 6 de octubre de 2023          | 3 de noviembre de 2023          | 2.7                  |
| Gloria graba en la cárcel una canción. Alejandro Misrahi le propone a Gloria representarla y editar un nuevo disco con sus últimas canciones. Gloria y Alicia son absueltas. Al día siguiente llega a Monterrey, donde se reúne con Ángel Gabriel y su familia.                      |                                           |                               |                                 |                      |
| 46 | «Empezar de cero»                         | 13 de octubre de 2023         | 6 de noviembre de 2023          | 2.7                  |
| Entrevistan a Gloria, pero a Armando le duele enterarse de terribles cosas que vivió. Gloria graba su nuevo disco, la cual, hace que conozca a un representante en Estados Unidos y trabaja con él y Sara Soto. Armando es detenido en Los Ángeles, por algo que sucedió años atrás. |                                           |                               |                                 |                      |
| 47 | «Trevolución»                             | 13 de octubre de 2023         | 7 de noviembre de 2023          | 2.9                  |
| Gloria lucha para ayudar a Armando, y sale libre bajo fianza. Empieza la gira «Trevolución», que se truncará pues ella está embarazada. Despide al representante de Estados Unidos y seguirá trabajando con Sara Soto, quien la apoya incondicionalmente.                            |                                           |                               |                                 |                      |
| 48 | «Todos me miran»                          | 13 de octubre de 2023         | 8 de noviembre de 2023          | 2.6                  |
| Gloria da conciertos estando embarazada y recibe un gran apoyo de la comunidad gay. Le preocupa que muy poca gente asista a verla, pero no está dispuesta a rendirse. César es puesto en libertad. Producen el disco de «Todos me miran» y alcanza un éxito inusitado.               |                                           |                               |                                 |                      |
| 49 | «Mi boda»                                 | 13 de octubre de 2023         | 9 de noviembre de 2023          | 2.9                  |
| Gloria propone a Armando que sea su mánager oficial y conocen a la publirrelacionista Danna Vázquez. Gloria Ruiz es detenida en Panamá. Armando y Gloria se casan en Monterrey. Liliana se pone en contacto con Gloria y acepta verla en Argentina.                                  |                                           |                               |                                 |                      |
| 50 | «Ave Fénix»                               | 13 de octubre de 2023         | 10 de noviembre de 2023         | —                    |
| Liliana y Gloria aclaran todo. Armando es secuestrado. Tiempo después, Armando organiza una gran fiesta para celebrar los 50 años de Gloria. Liliana, Edith, Tamara y Gloria se reúnen en México y se perdonan, consideran que el único culpable es César.                           |                                           |                               |                                 |                      |

## Producción
A inicios de marzo de 2021, se reportó que Carla Estrada estuvo realizando entrevistas en McAllen, Texas para la realización del guion para la serie biográfica de Gloria Trevi. En mayo de 2022, la serie fue presentada en el Up-front de TelevisaUnivision para la temporada de televisión 2022–23. El rodaje de la serie inició el 7 de noviembre de 2022, en una locación de la Ciudad de México. Unos días después, Scarlet Gruber fue confirmada para interpretar a Gloria Trevi.

## Emisión

### Lanzamiento original
Gloria Trevi: Ellas soy yo se lanzó primero en video bajo demanda a través de la plataforma de streaming de TelevisaUnivision, Vix, desde el 11 de agosto de 2023 con 5 episodios de lanzamiento cada viernes y teniendo disponibilidad para todos los territorios.

### Emisión por televisión
Gloria Trevi: Ellas soy yo se estrenó por televisión abierta lineal a través de Las Estrellas el 4 de septiembre de 2023 en sustitución de Tierra de esperanza, y finalizó el 10 de noviembre del mismo año siendo reemplazada por El maleficio.

## Audiencias
| Temporada | Horario (CT)                     | Episodios | Primera emisión         | Primera emisión      | Última emisión | Última emisión       | Prom. de espectadores (millones) |
| Temporada | Horario (CT)                     | Episodios | Fecha                   | Audiencia (millones) | Fecha          | Audiencia (millones) | Prom. de espectadores (millones) |
| --------- | -------------------------------- | --------- | ----------------------- | -------------------- | -------------- | -------------------- | -------------------------------- |
| 1         | Lunes a viernes 21:30 - 22:30 h. | 39        | 4 de septiembre de 2023 | 3.1                  | —              | —                    | 2.7                              |